# All Apologies
All Apologies – ballada rockowa amerykańskiej grupy grunge’owej Nirvana. Znalazła się na albumie In Utero jako dwunasty utwór. Na singlu promującym został wydany wraz z „Rape Me”. „All Apologies” w akustycznej wersji koncertowej wydano na albumie MTV Unplugged in New York oraz na albumach With the Lights Out i Sliver: The Best of the Box (solo). Magazyn Rolling Stone uznał utwór za 462. najlepszą piosenkę wszech czasów.

## Lista utworów
| Lp.      | Tytuł (autor)            | Czas |
| -------- | ------------------------ | ---- |
| Strona A |                          |      |
| 1.       | „All Apologies” (Cobain) | 3:50 |
| 2.       | „Rape Me” (Cobain)       | 2:49 |
| Strona B |                          |      |
| 3.       | „Moist Vagina” (Cobain)  | 3:34 |

## Wersje innych wykonawców
- Sinéad O’Connor
- Herbie Hancock
- D.O.A.
- DC Talk
- Placebo
- Finch
- Aston Villa
- Kathryn Williams
- Coldplay
- Breaking Benjamin
- Yellowcard
- Death Cab for Cutie

## Listy przebojów
| Rok  | Singiel               | Lista                              | Pozycja |
| ---- | --------------------- | ---------------------------------- | ------- |
| 1993 | All Apologies         | Modern Rock Tracks (USA)           | 1       |
| 1993 | All Apologies         | Hawaiian Island Charts             | 1       |
| 1993 | All Apologies         | Polish Airplay Charts              | 2       |
| 1994 | All Apologies         | Latvian Airplay Charts             | 3       |
| 1993 | All Apologies         | Mainstream Rock Tracks (USA)       | 4       |
| 1993 | All Apologies/Rape Me | Official Irish Singles Chart       | 20      |
| 1993 | All Apologies/Rape Me | Official New Zealand Singles Chart | 20      |
| 1993 | All Apologies/Rape Me | Official French Singles Chart      | 20      |
| 1993 | All Apologies         | French Airplay Chart               | 21      |
| 1993 | All Apologies/Rape Me | UK Singles Chart                   | 32      |
| 1993 | All Apologies/Rape Me | Official Australian Singles Chart  | 58      |
| 1994 | All Apologies/Rape Me | Hot 100 Brazil                     | 94      |